# 382-й отдельный батальон морской пехоты
382-й отдельный батальон морской пехоты — воинская часть (отдельный батальон) в составе 810 отдельной бригады морской пехоты Черноморского флота ВМФ России; дислоцировано в городе Темрюк (азовское побережье Краснодарского края); численность личного состава — 410 человек (2010 год). Единственное формирование морской пехоты России, находящееся на Азовском море.
Наименование, сокращённое, в рабочих документах — 382 обмп, условное — войсковая часть № 45765.
Предназначение отдельного батальона — проведение миротворческих и специальных операций, противодействие терроризму в районе азово-черноморского бассейна, осуществление непосредственной огневой поддержки кораблей и судов Черноморского флота России при проведении морских десантных операций на побережье противника.
В режиме мирного времени военнослужащие отдельного батальона осуществляют также ряд мероприятий по охране и сопровождению железнодорожный эшелонов и морских транспортов с воинскими грузами, а также несут боевую службу на кораблях и судах обеспечения Черноморском флота

## История
1995 год — выведен с территории Крыма (фактически вновь сформирован) из 810-й бригады морской пехоты (810 брмп) при её переформировании в полк. Также для формирования 382 обмп был выделен личный состав 882-го отдельного батальона 810 брмп. 1 ноября 1995 года батальон был полностью передислоцирован в город Темрюк.
23 марта 2005 года БДК «Николай Фильченков» в районе Феодосии произвёл без предварительного согласования высадку на морской десантный полигон в районе горы Опук личного состава и техники 382-го отдельного батальона морской пехоты Черноморского флота РФ (всего 142 человека и 28 единиц техники), чем спровоцировал политический скандал между Украиной и Российской Федерацией.
2007 год — ликвидация последствий чрезвычайных ситуаций в Керченском проливе: в результате разгула стихии произошло несколько кораблекрушений, в воды пролива попали десятки тонн нефтепродуктов.
Август 2008 года — участие в войне в Грузии.
2010—2011 год — участие в антитеррористических операциях на территории республики Дагестан.
Июль 2012 год — участие в устранении последствий наводнения в городе Крымске.
Сентябрь 2012 год — участие в КШУ «Кавказ-2012»
2015, 2016 год — участие в военной операции РФ на территории Сирийской Арабской Республики
Батальон принимал участие в российском вторжении в Украину, в частности в боях за Мариуполь с 14 марта 2022 года.

## Вооружение
По состоянию на 2000 год
| Название модели боевой машины (БМ) | Тип БМ                              | Численность |
| ---------------------------------- | ----------------------------------- | ----------- |
| БМП-2                              | Боевая машина пехоты                | 61          |
| БТР-80                             | Броневой транспортёр                | 7           |
| 2С1                                | Самоходная артиллерийская установка | 6           |
| МТ-ЛБ                              | Бронетранспортёр                    | 2           |

5 апреля 2021 года принял на вооружение 40 новых бронетранспортёров БТР-82А. Новые бронемашины были получены в рамках перевооружения Вооруженных Сил РФ на новые образцы военной техники.

## Командиры
- полковник Алексей Лисовский — первый командир батальона (—2000)
- майор Бойченко Юрий Владимирович (2001—2005)
- подполковник Ковтун Андрей Петрович (2005—2007)
- подполковник Ковалёв Олег Николаевич (август 2007 — апрель 2012)
- подполковник Зеленский (июль 2012 — октябрь 2012)
- подполковник Картавкин Александр Викторович (октябрь 2012 — июнь 2015)
- подполковник Горин, Александр Владимирович (июнь 2015 — октябрь 2016)
- подполковник Суханов Ян Александрович (октябрь 2016 — сентябрь 2018)
- подполковник Ткаченко Максим Владимирович (сентябрь 2018 — декабрь 2019)
- подполковник Михальченко Сергей Михайлович (с декабря 2019)